# Deaflympics d'été de 1957
Les Deaflympics d'été de 1957, officiellement appelés les VIII International Silent Games, a lieu le 25 août 1957 au 30 août 1957 à Milan, en Italie.
Ces Jeux rassemblent 635 athlètes de 25 pays. Ils participent à neuf sports et onze disciplines qui regroupent un total de soixante-neuf épreuves officielles.

## Sport
Les Deaflympics d'été de 1957 a onze disciplines dont huit individuelles et trois en équipe.

### Sports individuels
- Athlétisme
- Cyclisme sur la route
- Gymnastique artistique
- Natation
- Plongeon
- Tennis de table
- Tennis
- Tir sportif

### Sports en équipe
- Basket-ball
- Football
- Water-polo

## Pays participants
Les Deaflympics d'été de 1957 ont accueilli 635 athlètes de 25 pays où sept d'entre elles ont fait leur première apparition à Milan : L’Espagne, l'Iran, la Grèce, l'Israël, l'Union des républiques socialistes soviétiques, la Bulgarie et la Nouvelle-Zélande. La liste de pays participants sont dessous :
- Italie
- Belgique
- France
- Norvège
- États-Unis
- Suède
- Danemark
- Royaume-Uni
- Finlande
- Autriche
- Tchécoslovaquie
- Suisse
- Pays-Bas
- Yougoslavie
- Grèce
- Israël
- Union soviétique
- Roumanie
- Espagne
- Bulgarie
- Allemagne
- Nouvelle-Zélande
- Pologne
- Iran
- Hongrie

## Compétition

### Tableau des médailles
- Pays organisateur (Italie)

| Rang    | Nation           | Or | Argent | Bronze | Total |
| ------- | ---------------- | -- | ------ | ------ | ----- |
| 1       | Allemagne        | 14 | 11     | 14     | 39    |
| 2       | Union soviétique | 13 | 8      | 4      | 25    |
| 3       | Hongrie          | 10 | 6      | 2      | 18    |
| 4       | États-Unis       | 7  | 6      | 10     | 23    |
| 5       | Italie           | 5  | 4      | 10     | 19    |
| 6       | Pologne          | 4  | 5      | 5      | 14    |
| 7       | Danemark         | 4  | 1      | 2      | 7     |
| 8       | Bulgarie         | 3  | 0      | 1      | 4     |
| 9       | Pays-Bas         | 2  | 2      | 2      | 6     |
| 9       | Tchécoslovaquie  | 2  | 2      | 2      | 6     |
| 11      | Yougoslavie      | 2  | 1      | 3      | 6     |
| 12      | Royaume-Uni      | 1  | 8      | 1      | 10    |
| 13      | Finlande         | 1  | 3      | 3      | 7     |
| 14      | Suisse           | 1  | 0      | 0      | 1     |
| 15      | Roumanie         | 0  | 6      | 3      | 9     |
| 16      | France           | 0  | 2      | 1      | 3     |
| 17      | Belgique         | 0  | 1      | 2      | 3     |
| Total： | Total：          | 69 | 66     | 65     | 200   |

Les huit pays qui n'ont pas obtenu des médailles sont : l'Autriche, l'Espagne, la Grèce, l'Iran, l'Israël, la Nouvelle-Zélande, la Norvège et la Suède.

### La France aux Deaflympics
Il s'agit de sa 8e participation aux Deaflympics d'été. 57 athlètes français étaient venus pour concourir sous le drapeau français, et ils ont pu remporter deux médailles d'argent et une médaille de bronze.